# Indosasa singulispicula
Indosasa singulispicula là một loài thực vật có hoa trong họ Hòa thảo. Loài này được T.H.Wen mô tả khoa học đầu tiên năm 1988.